# Parafia św. Michała Archanioła w Łagowie
Parafia Świętego Michała Archanioła w Łagowie – parafia rzymskokatolicka z siedzibą w Łagowie, znajdująca się w diecezji sandomierskiej, w dekanacie świętokrzyskim. Erygowana przed 1250. Mieści się przy Rynku.

## Zasięg parafii
Parafia Łagów jest ostatnią, graniczną parafią przy drodze z Sandomierza do Kielc. Należą do niej wierni z następujących miejscowości: Bilowa, Duraczów, Lechów (część Lechowa należy do diec. kieleckiej), Lechówek, Łagów, Małacentów, Nowy Staw, Piotrów (część należy do parafii Piórków), Płucki, Sędek, Winna, Wiśniowa, Wola Łagowska, Wola Zamkowa, Wszachów (część należy do parafii Piórków) i Złota Woda.